# Dipterocarpus chartaceus
Dipterocarpus chartaceus är en tvåhjärtbladig växtart som beskrevs av Symington. Dipterocarpus chartaceus ingår i släktet Dipterocarpus och familjen Dipterocarpaceae. Inga underarter finns listade i Catalogue of Life.